# Spectra fractalis
Spectra fractalis Es una pieza orquestal de música clásica del compositor y pianista español Gustavo Díaz-Jerez. 
Spectra fractalis obtuvo por unanimidad el primer premio en concurso de composición Martín Chirino 2018, organizado por la Fundación de Arte y pensamiento Martín Chirino. Spectra fractalis se estructura en un solo movimiento de aproximadamente 7 minutos, fusionando elementos del movimiento espectralista con procedimientos algorítmicos.  Está inspirada en la escultura Herramienta poética e inútil (derecha), de Martín Chirino .  El jurado, que alabó la obra considerándola "...hecha con nivel alto de creación, empleando técnicas modernas de una manera poética, y que se adapta al espacio y a la escultura".   Fue estrenada el 21 de septiembre de 2018 en el Auditorio Alfredo Kraus por la Orquesta Filarmónica de Gran Canaria bajo la batuta de su director titular Karel Mark Chichon en su primer concierto de temporada.  La obra fue muy bien recibida por la audiencia y la crítica especializada.